# Бардоский договор
Бардоский договор или договор Ксар-Саид (фр. Traité du Bardo, араб. معاهدة باردو‎) — это договор, подписанный между беем Туниса и французским правительством 12 мая 1881 года. В законодательстве Франции договор называется «договор гарантии и защиты».
Договор установил протекторат Франции над Тунисом. Бей был вынужден доверить все свои полномочия в сфере иностранных дел, обороны, реформ и администрации особому губернатору Франции, который и управлял данным протекторатом.
27 мая был принят соответствующий закон, который делал договор действительным.
Конвенция, прошедшая 8 июня 1883 года полностью передала власть в стране в руки французов. Договор и конвенция были отменены 20 марта 1956 года, когда была провозглашена независимость Туниса.